# 全国新作花火競技大会
全国新作花火競技大会（ぜんこくしんさくはなびきょうぎたいかい）は、長野県諏訪市の諏訪湖で、例年9月の第1土曜日に開催されている、若手花火師による花火大会である。
諏訪市では8月15日の諏訪湖祭湖上花火大会（以下湖上花火大会と表記する）と並んで諏訪二大花火大会となっている。

## 概要
諏訪湖では、例年8月に開催される湖上花火大会が一般の花火師が参加する大規模な花火大会としてられているが、当花火大会は競技大会であり、出場者は若手花火師に限定され、全国から新作を持ち寄ってその優劣を競っている。優勝者には経済産業大臣賞が授与されているが、現在、同賞が授与されているのは当大会、全国花火競技大会（秋田県）、土浦全国花火競技大会（茨城県）の3大会のみである。
花火師はそれぞれテーマを決め、そのテーマに沿った曲にのせて花火を打ち上げる。花火6つごとにスターマインが1セットずつ用意されている。

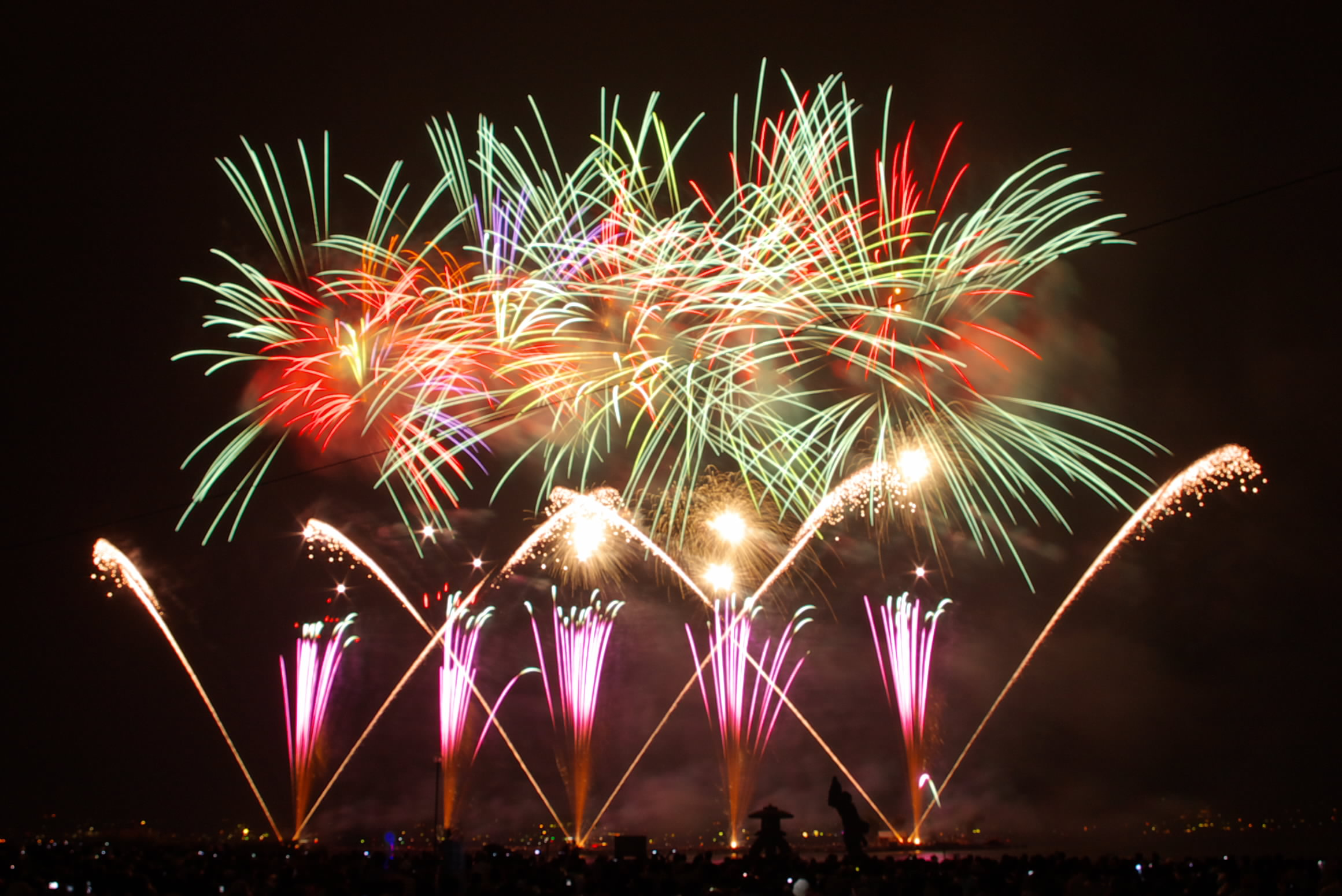
スターマイン

大会の最後には諏訪湖の花火大会で名物となっている「水上スターマイン」が打ち上げられる。

## 沿革
1983年（昭和58年）の「第4回 杜の賑い『諏訪明神ふるさと祭り』」において、日本交通公社の協力により15分間ほど打ち上げられた花火を第1回としている。翌1984年（昭和59年）から競技花火大会の形となり、日本煙火芸術協会会員の約30社が参加して新作花火を打ち上げ、審査がなされた。1986年（昭和61年）には祭りの名称を「第7回 杜の賑い『諏訪よいてこ』」に改称した。1990年（平成2年）より「杜の賑い」という祭りの中で「諏訪よいてこ」と「JTB新作花火大会」が並立開催されるようになった。
バブル崩壊により「杜の賑い」が終了すると、1993年（平成5年）より「諏訪よいてこ」と花火大会は完全分離することになり、花火大会は独立した。この年の花火大会の翌日、「花火サミットin諏訪湖93」と称する討論会が開催され、全国の若手花火師26人や評論家、写真家などが参加した。すると翌1994年（平成6年）、花火大会は「花火サミットin諏訪湖 新作花火大会」と改称し、「参加者は若手花火師」および「タイトルとイメージ文、イメージソングが付けられた花火」という現在の形式の競技大会になった。
1996年（平成8年）より「全国新作花火競技大会」（花火サミットin諏訪湖96）に改称し、通商産業省関東通商産業局長賞（現：経済産業省関東経済産業局賞）および長野県知事賞の授与を開始。2000年（平成12年）より副題を廃止し、現在の名称になった。2004年（平成16年）の第22回大会からは、優勝者に経済産業大臣賞が授与されるようになった。
2020年（令和2年）5月11日、新型コロナウイルス感染症の拡大および予算・人材不足の影響を受け、新作花火実行委員会は第38回全国新作花火競技大会の中止を決定した。2021年（令和3年）以降も中止となっており、事実上の休止状態となっている。しかし2025年形勢を変更し、全国新作花火チャレンジカップに変更。予選と決勝で構成され、決勝は10月に開催予定

## 大会規模の推移
- 第26回（2008年）大会規模
  - 総打ち上げ数：約17000発
  - 観客数：約31万人
  - セット数：30基
  - 天候：晴れ
- 第27回（2009年）大会規模
  - 総打ち上げ数：約17000発
  - 観客数：約30万人
  - セット数：28基
  - 天候：晴れ
- 第28回（2010年）大会規模
  - 総打ち上げ数：約17000発
  - 観客数：約30万人
  - セット数：25基
  - 天候：晴れ
- 第29回（2011年）大会規模
  - 総打ち上げ数：約16000発
  - 観客数：約20万人
  - セット数：25基
  - 天候：小雨
- 第30回（2012年）大会規模
  - 総打ち上げ数：約18000発
  - 観客数：約30万人
  - セット数：25基
  - 天候：晴れ
- 第31回（2013年）大会規模
  - 総打ち上げ数：約18000発
  - 観客数：約30万人
  - セット数：25基
  - 天候：曇り
- 第32回（2014年）大会規模
  - 総打ち上げ数：約18000発
  - 観客数：約30万人
  - セット数：25基
  - 天候：曇り
- 第33回（2015年）大会規模
  - 総打ち上げ数：約18000発
  - 観客数：約30万人
  - セット数：25基
  - 天候：晴れ

## 過去の受賞作品
なお、これら3賞の他に殊勲賞・敢闘賞・技能賞・特別賞がある。
第15回（1997年）
- 優勝 - 「湖上の蝶舞」 古澤義勝（信州煙火工業）ある晴れた日に（蝶々夫人）
- 準優勝 - 「くまばちの飛行」 青木昭夫（紅屋青木煙火店） 熊蜂の飛行（リムスキー=コルサコフ）
- 奨励賞 - 「2度咲きブーゲンビリア」 小口芳正（小口煙火）

第16回（1998年）
- 優勝 - 「空飛ぶタケコプター」 小口友義（三遠煙火）ドラえもんの主題歌
- 準優勝 - 「親子冠菊」 小勝一弘（丸玉屋小勝煙火店） 母と子のきずな（サイモンとガーファンクル）
- 奨励賞 - 「銀河のロマンス」 小幡哲夫（菊屋小幡花火店） 銀河鉄道999（ゴダイゴ）

第17回（1999年）
- 優勝 - 「風の香り」 金沢克昌（金沢煙火工場） 風の回廊（山下達郎）
- 準優勝 - 「夜空の太陽」 山内俊幸（山内煙火店） 真っ赤な太陽
- 奨励賞 - 「心の花模様」 小幡哲夫（菊屋小幡花火店） 花（石嶺聡子）

第18回（2000年）
- 優勝 - 「夢想花」 古澤義勝（信州煙火工業） 夢想花（円広志）
- 準優勝 - 「ラストクリスマス」 小幡哲夫（菊屋小幡煙火店） クリスマスキャロルの頃には（稲垣潤一）
- 奨励賞 - 「夜空のイリュージョンマジック」 小口友義（三遠煙火） 交響曲第5番「運命」第一楽章（ルートヴィヒ・ヴァン・ベートーヴェン）

第19回（2001年）
- 優勝 - 「フラワーネックレス」 松本正和（ホソヤエンタープライズ） 花の首飾り（井上陽水）
- 準優勝 - 「幸せのウエディングリング」 小口友義（三遠煙火） I well always love you（ホイットニー・ヒューストン）
- 奨励賞 - 「親子柳にホタルの舞」 関島善（関島煙火製造所） 花の首飾り（井上陽水）

第20回（2002年）
- 優勝 - 「ビッグバン」 加藤利宏（加藤煙火） ツァラトゥストラはかく語りき（リヒャルト・シュトラウス）
- 準優勝 - 「マジックリング」 小口友義（三遠煙火） オリーブの首飾り（ポール・モーリア）
- 奨励賞 - 「諏訪湖の花時計」 篠原茂男（篠原煙火店） 時の流れに身をまかせ（テレサ・テン）

第21回（2003年）
- 優勝 - 「湖上の星」 高木政幸（高木煙火） 地上の星（中島みゆき）
- 準優勝 - 「心の灯火」 小口芳正（小口煙火） いとしのエリー（サザンオールスターズ）
- 奨励賞 - 「銀座の柳」 小口友義（三遠煙火） ムーンライトセレナーデ（グレーミラー）

第22回（2004年）
- 優勝 - 「夢花火」 小口芳正（小口煙火） 夢芝居（梅沢富美男）
- 準優勝 - 「湖上のピーコック」 小池秀幸（伊那火工堀内煙火店） 鳥よ（夏川りみ）
- 奨励賞 - 「コスモサンクチュアリ」 本田裕之（加藤煙火） 宇宙よ（機動戦士ガンダムTV版総音楽集DISC1より）

第23回（2005年）
- 優勝 - 「惑星からのメッセージ」 野原幸明（三遠煙火） 宇宙よ（『機動戦士ガンダム』TV版BGM）
- 準優勝 - 「花水木」 市川武彦（小口煙火） ハナミズキ（一青窈）
- 奨励賞 - 「パーティーナイトでLet's dance」 小幡知明（菊屋小幡花火店） 恋のマイアヒ（オゾン）

第24回（2006年）
- 優勝 - 「アレンジメント・フラワー」 市川武彦（小口煙火） Precious（伊藤由奈）
- 準優勝 - 「かざぐるま」 今野義和（北日本花火興業） かざぐるま（一青窈）
- 奨励賞 - 「夜空からのプレゼント」 峰周平（ホソヤエンタープライズ） 星に願いを（L ハーライン）

第25回（2007年）
- 優勝 - 「ドラネコ ジャンボ」今野義和（北日本花火興業） ドラネコロックンロール（NHK『おかあさんといっしょ』）
- 準優勝 - 「燈籠の灯火」 小松忠信（小松煙火工業） 風笛（大島ミチル）
- 奨励賞 - 「夏のかおり」 小幡知明（菊屋小幡花火店） Respect!（Metis）

第26回（2008年）
- 優勝 - 「姫菊物語」 市川武彦（小口煙火） 夕月夜（山下ひろみ）
- 準優勝 - 「夢」 山村知之（信州煙火工業） 夢（ウルフルズ）
- 奨励賞 - 「星空より舞い降りし天使たち」 飯田茂雄（齋木煙火本店） you raise me up（ケルティック・ウーマン）

第27回（2009年）
- 優勝 - 「諏訪湖に輝く希望の星」 加藤峰之（高木煙火） DEPARTURE（Rio&Syuga）
- 準優勝 - 「銀彩繚乱」 西澤公介（紅屋青木煙火店） 風（平間さと子）
- 奨励賞 - 「幻想花風景」 小幡知明（菊屋小幡花火店） のすたるじあ（OTO-DAMA 電気的祝祭楽団）

第28回（2010年）
- 優勝 - 「紫陽花」 齊木智（マルゴー） 星に願いを（L ハーライン）
- 準優勝 - 「夏のそよ風」 柿木博幸（柿木花火工業） 果てしなく続くストーリー
- 奨励賞 - 「バタフライ〜今日はどんな時よりも素晴らしい〜」 柳沢和彦（オリエンタル加工） Butterfly（木村カエラ）

第29回（2011年）
- 優勝 - 「希望の光」 黒木隆司（丸玉屋小煙火店） 希望という名の光（山下達郎）
- 準優勝 - 「宇宙の彼方」 西田昌弘（太陽堂田村煙火店） スタートレック（映画版）フィナーレ
- 奨励賞 - 「幻想の華」 山内俊幸（山内煙火） 幻想即興曲ハ短調（ショパン）

第30回（2012年）
- 優勝 - 「日本の花〜侘寂〜」 山内俊幸（山内煙火） 風の時間（久石譲）
- 準優勝 - 「匠〜七変化之華〜」 飯田茂雄（齋木煙火本店） 匠（松谷卓）
- 奨励賞 - 「山紫陽花」 西田昌弘（太陽堂田村煙火店） 紫陽花（DeW）

第31回（2013年）
- 優勝 - 「独楽」 田畑英之（田畑煙火） 和風BGM
- 準優勝 - 「パステル土星〜元気の輪〜」 尾崎正仁（加藤煙火） 星に願いを（ケルティック・ウーマン）
- 奨励賞 - 「虹色のグラデーション」 飯田茂雄（齋木煙火本店） Time To Say Goodbye（サラ・ブライトマン）

第32回（2014年）
- 優勝 - 「moving illusion」 新堀雄一（野村花火工業） MOBILE SUIT（澤野弘之）
- 準優勝 - 「ビールジョッキ」 広瀬弘幸（丸玉屋小勝煙火店） ボラーレ（ジプシー・キンプス）
- 奨励賞 - 「♩ぶんぶんぶん蜂が飛ぶ♩〜刺されないように気を付けて!!〜」 村上淳（伊那火工堀内煙火店） ぶんぶんぶん（童謡）

第33回（2015年）
- 優勝 - 「♪ほ・ほ・ほ〜たる来い♪蛍乱舞」 村上淳（伊那火工堀内煙火店） ほたるこい（童謡）
- 準優勝 - 「光のダンス」 新堀雄一（野村花火工業） Toulouse（ニッキー・ロメロ）
- 奨励賞 - 「ここに咲く紫陽花の華」 柿木博幸（柿木花火工業） あじさいのうた（原由子）

第34回（2016年）
- 優勝 - 「光の旋律」 新堀雄一（野村花火工業） 革命のエチュード（マキシム）
- 準優勝 - 「レインボール」 飯田茂雄（齊木煙火本店） シンクロ BOM-BA-YE（佐藤直紀）
- 奨励賞 - 「太陽の花」 小口晶大（小口煙火） SUN（星野源）

第35回（2017年）
- 優勝 - 「むすんでひらいて」 新堀雄一（野村花火工業） 交響曲第5番「運命」第1楽章（Trance）
- 準優勝 - 「心に染みる夜空の花」 小幡知明（菊屋小幡花火店） Hey Jude（The Beatles）
- 奨励賞 - 「Gold Rush」 片山智貴（イケブン） Denger zone（Kenny Loggins）

第36回（2018年）
- 優勝 - 「里山の忘れ柿」 小幡知明（菊屋小幡花火店） ALWAYS 三丁目の夕日（佐藤直紀）
- 準優勝 - 「流れ星・諏訪湖に流星群〜星に願いを〜」 村上淳（伊那火工堀内煙火店） When you wish upon a star
- 奨励賞 - 「彩虹輝〜グラデーションによる虹色の幻想〜」 飯田茂雄（齊木煙火本店） ヒカリノアトリエ（Mr.Children）

第37回（2019年）
- 優勝 - 「躍動」 新堀雄一（野村花火工業） Book of Days（エンヤ）
- 準優勝 - 「虹暈〜あなたに幸運を♡〜」 飯田茂雄（齊木煙火本店） 優しいあの子（スピッツ）
- 奨励賞 - 「ドリッピング・アート」 西田昌弘（太陽堂田村煙火店） Caribe（Michel Camilo）

第38回（2020年）
コロナウイルス感染症拡大防止のため中止
第39回（2021年）
コロナウイルス感染症拡大防止のため中止
第40回（2022年）
コロナウイルス感染症拡大防止のため中止
第41回（2023年）
開催予算不足のため中止

## 交通

### 道路
花火大会当日は諏訪湖周辺で例年18:00 - 22:00まで会場周辺の歩行者天国、道路の一方通行化等の交通規制が敷かれる。また諏訪湖近辺から最寄インターチェンジである中央自動車道諏訪IC、長野自動車道岡谷ICを結ぶ道路は渋滞する。花火大会終了直後は特に車の移動が相次ぐ。
市施設等の駐車場が無料・有料の臨時駐車場として開放されるが、その数は人出と比べて極めて少ない。また諏訪湖間欠泉センター駐車場は歩行者天国内の臨時駐車場となり、22:00に歩行者天国が解除されるまで出車できない。中央自動車道諏訪湖SAでの花火の見物はできない。

### 鉄道
会場最寄駅は、東日本旅客鉄道（JR東日本）の中央本線上諏訪駅である。当日は臨時列車も運行され輸送増強がなされるが、利用者は多く大変な混雑になる。臨時改札口が設けられるものの、混雑による混乱・危険の防止のために、状況により改札止めが実施される。